# 后外点冰跳
后外点冰跳（Toe loop jump），是花样滑冰业余比赛的六种常见跳跃中技术难度最低的跳跃。在花样滑冰界，后外点冰跳常简称为外点跳，Toeloop jump常简写为Toeloop、Toe loop、Toe或字母T。

## 技巧
对逆时针旋转的运动员而言，后外点冰跳，起跳时向后滑行，用右足后外刃起跳，同时用左足刀齿点冰，旋转360度后，用右足后外刃落冰，左足不接触冰面，并向后滑行。
对顺时针旋转的运动员而言，后外点冰跳，起跳时向后滑行，用左足后外刃起跳，同时用右足刀齿点冰，旋转360度后，用左足后外刃落冰，右足不接触冰面，并向后滑行。
后外点冰跳既可作为单跳，又可作为联合跳跃中的第一跳，或连续跳跃中的某个跳。另外，花样滑冰业余比赛的六种常见跳跃的落冰足恰好是后外点冰跳的起跳足，因此后外点冰跳也可作为联合跳跃中的第二跳（或第三跳）。

## 分值表
根据国际滑冰联盟（ISU）于2004年通过的《国际滑冰联盟新评分系统》，后外点冰跳的基础分值见下表：
| 中文全称       | 中文简称   | 英文全称               | 英文缩写 | 空中旋转 | 基础分值 |
| -------------- | ---------- | ---------------------- | -------- | -------- | -------- |
| 后外点冰一周跳 | 外点一周跳 | single Toeloop jump    | 1T       | 360度    | 0.4      |
| 后外点冰两周跳 | 外点两周跳 | double Toeloop jump    | 2T       | 720度    | 1.3      |
| 后外点冰三周跳 | 外点三周跳 | triple Toeloop jump    | 3T       | 1080度   | 4.2      |
| 后外点冰四周跳 | 外点四周跳 | quadruple Toeloop jump | 4T       | 1440度   | 9.5      |

## 历史
后外点冰跳由美国运动员Bruce Mapes于1920年代发明。起初运动员只能完成后外点冰一周跳和后外点冰两周跳。在1964年世界花样滑冰锦标赛中，美国选手Thomas Litz成为第一位在比赛中成功完成后外点冰三周跳的运动员。在1988年世锦赛中，加拿大选手科特·布朗寧成为第一位在比赛中成功完成后外点冰四周跳的运动员。今天，不少顶尖的男运动员都将后外点冰四周跳作为自己在重大比赛中必做的一种跳跃动作；在2018年索非亚世青赛中，俄羅斯選手亚历山德拉·特鲁索娃成功在自由滑中完成后外点冰四周跳并获得了GOE加分，並成為第一位在比賽中完成後外點冰四周跳的女運動員。